# Inquisitor (chi ốc biển)
Inquisitor là một ốc biển genus, là động vật thân mềm chân bụng sống ở biển thuộc họ Turridae.

## Các loài
Theo Cơ sở dữ liệu sinh vật biển (WoRMS), các loài sau với danh pháp hợp lệ được xếp vào chi Inquisitor:
- Inquisitor acervatus
- Inquisitor adenicus
- Inquisitor aemula
- Inquisitor aesopus
- Inquisitor alabaster
- Inquisitor angustiliratus
- Inquisitor angustus
- Inquisitor arctatus
- Inquisitor carmen
- Inquisitor chocolata
- Inquisitor dampieria
- Inquisitor elachystoma
- Inquisitor elegans
- Inquisitor exiguus
- Inquisitor flindersianus
- Inquisitor formidabilis
- Inquisitor glauce
- Inquisitor hedleyi
- Inquisitor hormophorus Sysoev & Bouchet, 2001
- Inquisitor indistinctus
- Inquisitor insignita
- Inquisitor interrupta
- Inquisitor intertincta
- Inquisitor isabella
- Inquisitor jeffreysii
- Inquisitor kawamurai
- Inquisitor kilburni
- Inquisitor kurodai
- Inquisitor lassulus
- Inquisitor laterculata
- Inquisitor laterculoides
- Inquisitor latifasciata
- Inquisitor latiriformis
- Inquisitor minimarus
- Inquisitor minutosternalis
- Inquisitor multilirata
- Inquisitor nodicostatus
- Inquisitor nudivaricosus
- Inquisitor odhneri
- Inquisitor plurinodulatus
- Inquisitor plurivaricis Li B.Q., Kilburn & Li X.Z., 2010
- Inquisitor radula
- Inquisitor rubens
- Inquisitor rufovaricosa
- Inquisitor sexradiata
- Inquisitor spicata
- Inquisitor stenos
- Inquisitor sterrha
- Inquisitor subangusta
- Inquisitor subochracea
- Inquisitor taivaricosa
- Inquisitor variabilis
- Inquisitor varicosa
- Inquisitor vexillum
- Inquisitor vividus Li B.Q., Kilburn & Li X.Z., 2010
- Inquisitor vulpionis
- Inquisitor zebra
- Inquisitor zonata